# Divisione di Aosta

La divisione di Aosta era una delle divisioni del Regno di Sardegna, avente come capoluogo la città di Aosta.

## Storia
Fu creata dopo il Congresso di Vienna, succedendo al dipartimento della Dora dell'età napoleonica. Comprendeva una sola provincia, quella di Aosta.
Venne abrogata con la riforma delle circoscrizioni territoriali del 1847, e il suo territorio aggregato alla divisione di Torino.